# Una notte, un sogno
Una notte, un sogno è un film del 1988 diretto da Massimo Manuelli.

## Trama
Delusa dal marito e dagli amici, una signora della Torino bene si avventura da sola nella città addormenta. Uno sconosciuto dopo averla salvata da un incontro pericoloso, le apre le porte dell'imprevisto.